# Collecteur d'abonnement presse
Les collecteurs d'abonnements presse sont des sociétés qui ont le statut de commissionnaires agissant pour le compte d'éditeurs de presse. 
Ils bénéficient de prix préférentiels qui leur permettent de développer des volumes significatifs d'abonnements.
Les éditeurs ont recours à des collecteurs d'abonnements pour développer leur offre d'abonnements.